# Skovbrug
Skovbrug er et erhverv, der har til formål at dyrke skov for efterfølgende at udnytte de værdier, skoven kan tilbyde, på en bæredygtig måde, det vil sige sikre, at skoven ikke udryddes, men at der til stadighed sker en foryngelse og fornyelse af skoven til erstatning for de fældede træer. Som grundlægger af moderne skovbrug kan regnes Hans Carl von Carlowitz, som i 1713 introducerede tanken om, at skov skulle regenereres, fordi han oplevede mangel på træ til brug i mineindustrien (som var hans egentlige arbejdsområde). Noget senere, i 1800-tallet, vedtog de fleste europæiske lande love for at sikre skov på visse arealer, såkaldte fredskovområder (i Danmark ved den såkaldte fredsskovforordning af 1805). Skovbrug adskiller sig derved fra skovfældning for at udnytte arealet til andet formål.

## Skovens værdier
Skove rummer mange værdier. Træved regnes ofte som det vigtigste og det kan bruges som byggematerialer til bygninger og bygningsdele, til skibe, til køretøjer, til redskaber, til møbler, og meget mere. Træ spiller en vigtig rolle som brændselsmateriale og til fremstilling af trækul. Træ bruges i papir- og celluloseindustrien, desuden til fremstillingen af fx tøjklemmer, blyanter, tændstikker, træsko, cigarkasser, smørdritler, legetøj, jernbanesveller, parketgulve og ispinde, og afledte produkter som lignin bliver anvendt blandt andet i beton, asfalt, maling og iscreme. I nyere tid har man imidlertid også lagt vægt på skovenes rolle i biologisk og økologisk henseende: i stofkredsløbet, som levested for planter og dyr og til rekreation og friluftsliv.
Skovbruget er et jordbrugsfag, hvor man arbejder med målrettet udnyttelse af skovtræer. Produktionen kan blandt andet give afkast i form af fx juletræer, klippegrønt, rafter, pæle, papir, gavntømmer og brænde.
Som næringsvej står der en vis, romantisk aura omkring skovbrugserhvervet, fordi arbejdet foregår i den frie natur og fører til fremstilling af solide brugsværdier. I virkeligheden er arbejdet ret ensformigt, og det foregår for det meste maskinelt, og resten sker ved hjælp af motorsav. Uddannelsen til skovarbejder stiller fortsat store krav om dygtighed, præcision og engagement.
Investeringen i skovbrug er meget langsigtet (60-150 år), så der skal arbejdes meget med rentabilitet og produktudvikling for økonomisk at få det til at løbe rundt. Skovbrug har en stor økonomisk betydning i mange lande. Ved siden af det forholdsvis beskedne antal mennesker, der virker ved det egentlige skovbrug, giver træ- og andre skovprodukter arbejde til et stort antal mennesker i især fremstillingsindustri og byggeri.

## Skovbrugsteknik
Skovbrugsteknik omfatter de sagsområder, der vedrører skovbruget. Hertil hører skovplanlægning, redskaber, træets egenskaber og den praktiske håndtering i form af plantning, udtynding og skovning.

### Skovplantning
Skovplanlægning er planlægningen af hvilket træarter, der skal opelskes samt disses fordeling og indbyrdes sammenpasning eller adskillelse under hensyn til de miljømæssige vilkår.

### Udtynding og vedligeholdelse
Antallet og arten af redskaber er stor, omfattende alt fra selvkørende maskiner, der fælder, afgrener og pålæsser træstammer til motor- og håndsave.
Træets egenskaber beror på mange forhold: træsort, om træet vokser hurtigt eller langsomt (afstanden mellem træringe), sårbarhed over for sygdomme og insektangreb med mere.

### Træfældning (skovning)
Manuel træfældning udføres almindeligvis som en retningsbestemt fældning, hvor træ, forhug og fældesnit forberedes til at træet vil falde i en planlagt og forudbestemt retning. Her skal findes en faldzone der kan rumme træet under og efter faldet.

## Skovbrugets historie
Skoven har haft direkte eller indirekte økonomisk betydning for mennesket lige siden skoven kom til Danmark i Jægerstenalderen. Omkring 9.000. f.Kr. var klimaet i Danmark efter istiden blevet mildt nok til at der permanent kunne vokse skov i Danmark. Pionertræer som Birk og Skovfyr var blandt de første egentlige skovtræer, men også Røn, Hassel, Eg, Bævre-Asp og flere andre indfandt sig efterhånden. Senere kom Lind til og skoven udviklede sig til såkaldt klimaks-skov med en tæt bestand af store træer der næsten helt udelukker lyset fra skovbunden. Her kunne stenalder-jægeren jage de største kød-dyr Elg, Urokse, Europæisk bison og Kronhjort. For den relativt lille befolkning i Danmark var skoven nu et uudtømmeligt spisekammer. Samtidig var menneskets udnyttelse af selve skovens træer meget begrænset. Man kender fra denne periode økser der kunne bruges til træfældning, men man man havde endnu ikke brug for at gøre plads til landbrug, og man fældede kun træer til fremstilling af stammebåde. De tidligste eksempler på stævning er også kendt fra denne periode.
Omkring 4.000 f.kr. kom landbruget til Danmark. Befolkningen blev i højere grad fastboende og forholdet til skoven ændrede sig. Træer blev ryddet for at give plads til flere og større bopladser eller man brændte et område af for at tilføre næring til jorden – såkaldt svedjebrug. Desuden skrælledes barken af træerne for at bruge denne som bast, man høstede grene for at bruge disse til f.eks. hegn og man begyndte så småt at udnytte tømmer til de større bygninger. I hvert fald i begyndelsen af perioden var jagt dog fortsat en vigtig måde at skaffe føde på. I slutningen af denne periode var både elg, urokse og bison uddøde i Danmark.

### Jernalder og Middelalder
Denne udvikling fortsatte, og agerbruget var veletableret, da det igen blev koldere omkring 500 f.kr. Her begyndte jernalderen, og bøgen indvandrede. Forholdet mellem skoven og mennesket holdt sig stort set uændret frem til middelalderens slutning. Skoven blev set som en uudtømmelig resource. Jagts betydning for menigmand aftog. Svin og andre kreaturer gik i skoven omkring landsbyen for at æde olden, og afbidning af ungskud anså man ikke for noget problem. Mange steder blev stævningsskov almindelig. Det førte til et forbrug af træer, der langt oversteg skovens evne til at reproducere sig. Skovene svandt ind, først langsomt og i midten af 1700-tallet var kun 8-10 % af landet dækket af skov. Store dele af skovene var endda mest at betragte som spredt træbevoksning, der anvendtes til græsning.
Tidligt i middelalderen begyndte en vis form for regulering af skoven. Den var nu underlagt et ejerskab af kongen, staten, kirken eller en herremand. Skovejerne ønskede at beskytte de store træer, som menigmand ikke længere måtte fælde eller skade. Konge og herremand ønskede også mulighed for jagt, og hvor hjortevildt udgjorde et problem for bonden, blev hele eller del af skoven i middelalderen indhegnet – for at beskytte vildtet. Skoven blev nok beskyttet mod den værste rovdrift af forordninger, men grundlæggende var skoven ikke bæredygtig, og der var ingen eller kun ringe indsats for at plante ny skov. Kreaturer og vildtet gjorde det vanskeligt for selvsåede træer at vokse op.
Udnyttelsen af skoven var en nødvendig og integreret del af livet på landet: Frugter, nødder og bær – både til mennesker og til svin, "løvhø" dvs. blade og friske grene som foder til husdyrene.
Heste og andre dyr græssede i skoven, man stævnede for at få gærdsel og fældede træ til tømmer eller brændsel. Man udnyttede således både træernes frø, nyvækst og de voksne træer, og mængden af voksne træer dalede, samtidig med at nye træer ikke fik lov at etablere sig.

### Nyere tid
Midt i 1600-tallet stod det endelig klart for statsmagten at hvis udviklingen fortsatte som hidtil, ville Danmark blive helt uden skov. Tømmer af store dimensioner var en strategisk ressource for at kunne bygge flådens store skibe. Metoden var fortsat udstedelse af stadig mere omfattende forordninger, mens en koordineret forstlig indsats endnu ikke forekom. Indførelsen af bindingsværk, lukkede ildsteder, stenkul som brændsel og en række andre teknologiske ændringer reducerede menigmands forbrug af tømmer – men flåden fik stadigt større behov. Dertil kom en begyndende produktion af lertøj og glasvarer, der krævede betydelige mængder trækul. Midt i 1700-tallet blev det klart at kun ved en koordineret landsdækkende indsats kunne problemet løses. Udenlandske forstmænd blev indkaldt, fx den tyske Johann Georg von Langen, og endelig kom der gang i systematisk nyplantning af træer Ær, rødgran og ædelgran.
Skovens drift blev nu systematiseret. Skovene blev inddelt i distrikter og der kom langsigtede planer for fældning og nyplantning. Ved fredskovsforordningerne blev landbrug og skovbrug endelig adskilt. Ved jagtpræmier blev vildtbestanden reguleret og mange steder kraftigt reduceret. Nye typer save blev udviklet og i slutningen af 1700-tallet var skovbruget godt på vej til at blive en industri.
Alligevel blev skovarealet fortsat ved med at svinde ind, og særligt i forbindelse med udskiftningen i slutningen af 1700-tallet forsvandt store mængder af særligt de åbne græsningsskove, eftersom mange af de gamle fællesarealer, nu blev tildelt de enkelte udflyttede bønder og dermed frit kunne ryddes og dyrkes op. Midt i 1800-tallet nåede landets skovareal således ned omkring 4-5%. Først herefter, med tilplantningen af klitter og heder, begyndte skovarealet endelig at vokse langsomt!
Både under 1. og 2. verdenskrig er der store hugster til tømmer og brænde, der igen reduceret skovarealet.
Lensgreve, geheimeråd Christian Ditlev Frederik Reventlow stod i 1805 for indførelsen af Fredskovsforordningen.

### Nutiden
Efter 2. verdenskrig faldt behovet for træ kraftigt både som brændsel og til bygning. Rødgranen var blevet Danmarks almindeligste træ, og de intensivt dyrkede monokulturer af rødgran gav stort vedudbytte, men var af meget ringe landskabelig værdi. Motorsaven og traktoren blev indført i skovbruget. Desuden begyndte eksport af juletræer og pyntegrønt at få større betydning. Skovbruget var nu en veletableret moderne industri.
Efter 1989 skete de ændringer der førte frem til den skovdrift vi kender i dag
- I 1989 vedtog Folketinget målsætningen om at fordoble Danmarks skovareal inden for en trægeneration (60-100 år)
- Naturskovsstrategien fra 1992 – skovene skal også have en naturmæssig og rekreativ værdi
- Rødgranen falder i popularitet pga. stor sårbarhed overfor svamp og stormfald
- Moderne skovningsmaskiner indføres efterhånden

Og hermed er man fremme ved det moderne højt mekaniserede skovbrug, hvor meget lidt er overladt til tilfældighederne, selv om mange forsøger at få skovene til at fremstå mere naturlige med et rigere dyre og planteliv. Siden har Folketinget vedtaget Det Nationale Skovprogram i 2002 og en revideret udgave af Skovloven i 2004.

### Flådeegene
Egetræer har man brugt til skibsbygning i Danmark fra stenalderen frem til nutiden. De tidlige stammebåde betegnedes "eger", fordi de var lavet af udhulede egestammer, mens minestrygere af egetræ blev anvendt frem til 1970'erne. Mest berømt er dog egetræernes anvendelse til de store krigsskibe i 1500-1800-tallet.
De var en af forudsætningerne for Danmarks rolle som stormagt, og til dem medgik tusindvis af fuldvoksne  mere end 200 år gamle egetræer. Først i 1600-tallet begyndte statsmagten at kontrollere bestanden af egetræer – dels ved at forbyde andre at fælde de voksne træer, dels ved at plante nye træer. De hedder "flådeege", og enkelte står tilbage i de de danske skove. Efter at englænderne tog den danske flåde i 1807, hvilket var et kolossalt tab for den danske stat, beslaglagde flåden alt anvendeligt egetræ i landet. Både det fældede og det som stod på roden, og til 1860, hvor fregatten Jylland blev søsat, vedblev danskerne at bygge krigsskibe i træ. Men egetræerne, man plantede efter 1807, nåede aldrig at få en brugbar størrelse, og mange står tilbage som store, fuldvoksne egetræer – og omtales som "de nye flådeege".
Påstanden om, at en nordsjællandsk skovrider i sidste halvdel af 1900-tallet skal have meddelt flåden, at egene nu var klar til brug, er en mere end 40 år gammel skrøne.